# Eugène Bestaux
Eugène Bestaux (1878-1958) est un poète et traducteur français.

## Biographie
Né à Nîmes le 1er septembre 1878 d'un employé de commerce de la ville, Eugène Bestaux suit une scolarité à Montpellier, puis étudie à l'école Saint-Sulpice de Paris de 1896 à 1899.
De 1899 à 1902, il enseigne les langues dans des écoles Berlitz au Danemark et en Allemagne. À partir du printemps 1903, il est recruté par le linguiste Edouard Koschwitz comme professeur privé, puis lecteur de français à l'université de Königsberg où il dispense des cours de traduction écrite et orale, de récitation et de conversation. Il devint ensuite lecteur de français à Innsbruck (1904), où il dispense des cours de traduction et de littérature française, et épouse en 1908 une certaine Alice Bruckner (1878-1974).
Il enseigne également à Prague, ainsi qu'à la Handelsakademie und Handelsschule Innsbruck (de). Polyglotte, cette figure des littératures comparées avant l'heure était un fin connaisseur des littératures italienne et balkanique sur lesquelles il rédigea de nombreuses études, collabora à une anthologie de la littérature italienne et traduisit de l'allemand (Vicki Baum, Fritz von Unruh, Hermann Kesten, Sholem Asch, Ernst Wichert), de l'italien, du tchèque (avec René Bestaux, son fils, qui devint dans les années 1960-1970 responsable aux ministères du Commerce et de l'Industrie) et de l'anglais, mais également vers l'allemand (il traduisit ainsi certaines œuvres de Frédéric Mistral, comme les Memòri e raconte, en allemand). Il se passionnait également pour les langues rhéto-romanes. Il fit partie en février 1919 de la mission militaire française à Prague et devint chef du bureau de la Presse étrangère et attaché au cabinet du président du Conseil à Prague, où il évoluait dans les milieux diplomatiques et connaissait les présidents tchécoslovaques Tomáš Masaryk et Edvard Beneš.
Dans les années 1920, il fut chargé de cours à l’École polytechnique et à l’École des hautes études commerciales de Paris, puis travailla à la direction des accords commerciaux du ministère du Commerce. Observateur de la vie tchécoslovaque, il en rendait compte dans différents quotidiens français et tchèques (dans les Národní listy (en) notamment). Il chroniquait également pour Comœdia et Les Nouvelles continentales (notamment sous le pseudonyme de Jean Darvy). Il traduisit Le Journal de guerre de Benito Mussolini et afficha des tendances collaborationnistes sous l'Occupation : Bestaux, qui avait déjà publié dans La Revue universelle un article sur Adolf Hitler (15 février 1932), traduisait régulièrement pour La Gerbe, Panorama ou Révolution nationale, s'exprima dans les années 1940 en faveur des auteurs adoubés par le Troisième Reich et fit peu de cas des écrivains exilés.
Il est également l'auteur de poèmes d'inspiration méridionale, et a donné des causeries devant les Amis de la langue d'oc.
En juillet 1930, il devint collaborateur technique au ministère du Commerce et de l'Industrie, puis passa au ministère des Finances à partir de septembre 1940 (direction des Accords commerciaux).
Il meurt le 18 juillet 1958 dans le 19e arrondissement de Paris. Il repose au cimetière de Belleville.

## Traductions
- Alexander Lernet-Holenia, Jo et le monsieur à cheval (Jo und der Herr zu Pferde), Paris, Delamain et Boutelleau, 1934 (BNF 32375814).
- Angiolo Silvio Novaro, L'Harmonieux Forgeron (Il fabbro armonioso) (préf. Abel Bonnard), Paris, Denoël, 1939 (BNF 32491615).
- Louis Fischer (en), La Vie du Mahâtma Gandhi (The Life of Mahâtma Gandhi), Paris, Belfond, 1983 (BNF 34717004).

## Pour approfondir